# Vilhelm Moberg
Karl Artur Vilhelm Moberg (20. srpna 1898, Algutsboda – 8. srpna 1973, Grisslehamn) byl švédský prozaik a dramatik, známý především svou tetralogií Vystěhovalci o švédských sedlácích, kteří se v polovině 19. století vystěhovali do Minnesoty.

## Život a dílo
Narodil se na malé farmě ve farnosti Algutsboda poblíž města Emmaboda v jižním Švédsku, v historické provincii Småland. Jeho otec byl voják a drobný sedlák. Roku 1907 se rodina přestěhovala na zemědělskou usedlost v blízké obci Moshultamåla. Pracoval jako zemědělec a lesní dělník a později i jako sklář. Byl vášnivým čtenářem a vzdělával se četbou. V letech 1916–1918 studoval na několika středních školách v obcích Grimslöv a Katrineholm. Studium ale musel přerušit, protože se nakazil španělskou chřipkou a byl nemocen půl roku. Po uzdravení pracoval do roku 1929 jako novinář v provinčních novinách v Östergötlandu. Roku 1923 se oženil s Margaretou Törnqvistovou. Jedna z jeho dcer, Eva Mobergová, se stala rovněž spisovatelkou.

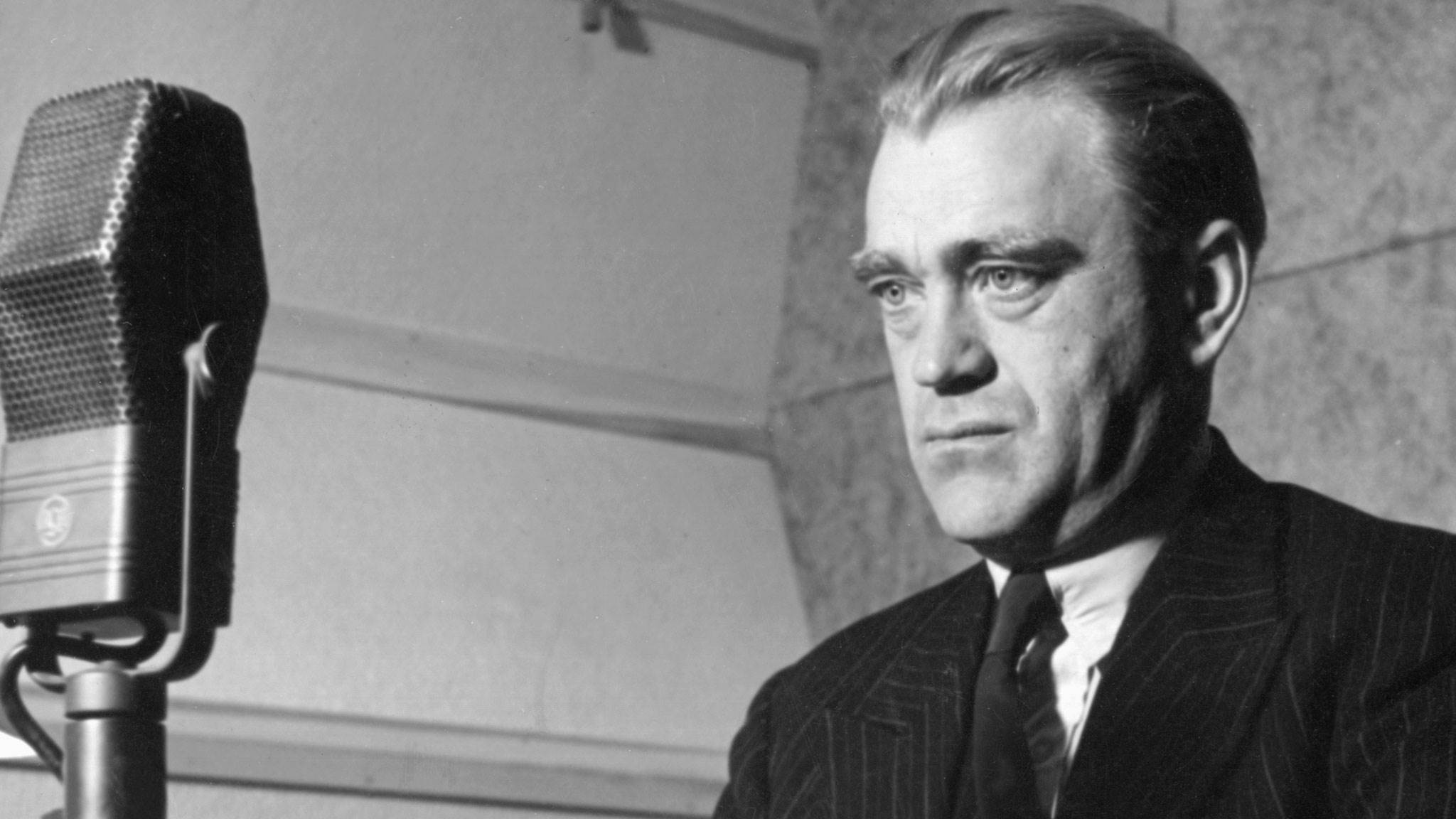
Vilhelm Moberg roku 1937

Debutoval roku 1921 sbírkou humoresek z vojenského života I vapenrock och linnebyxor (Ve vojenském kabátě a lněných kalhotách). Roku 1926 se prosadil jako dramatik komedií Kassabrist (Manko), ale skutečné uznání čtenářů a kritiky si získal až roku 1927 románem Raskens: En soldatsfamiljs historia (Raskenovi: Příběh rodiny vojáka). Tento a následující román Långt från landsvägen (Daleko od silnice) z roku 1929 mu umožnily věnovat se pouze literatuře.
Mobergovo rozsáhlé prozaické i dramatické dílo má silně realistický a demokratický charakter. Propagoval rousseauovský návrat k přírodě, jako republikán vystupoval proti švédské monarchii a proti ústupkům švédské vlády vůči nacistickému Německu. Jeho nejznámějším dílem se stala tetralogie Romanen om Utvandrarna (Vystěhovalci, jednotlivé díly 1949, 1952, 1956 a 1959, souborně 1962) o švédských sedlácích, kteří se v polovině 19. století vystěhovali do Minnesoty. Odpor proti despotickým monarchům vyjádřil také ve svém dvoudílném historiografickém díle Min svenska historia (1970-1971, Moje švédské dějiny).
Poslední léta svého života trávil na ostrově Väddö v městečku Grisslehamn. Trpěl depresemi a nakonec spáchal roku 1973 sebevraždu (utopil se v jezeře poblíž svého domu).

## Výběrová bibliografie

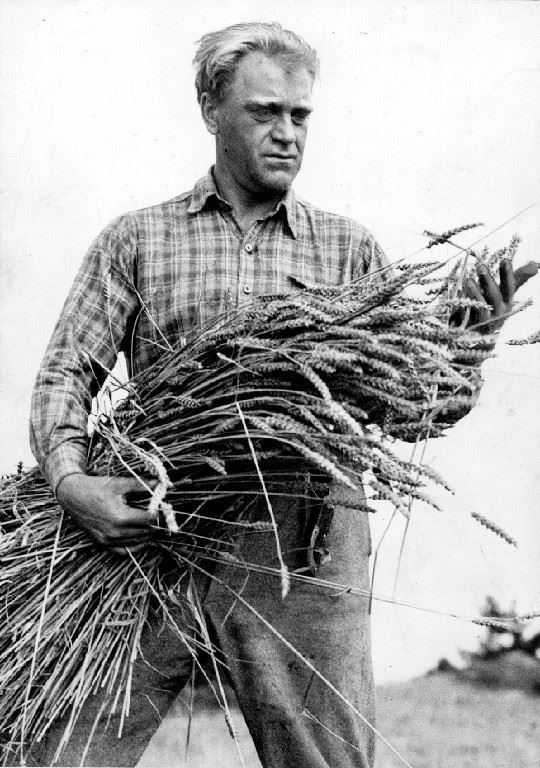
Vilhelm Moberg roku 1950

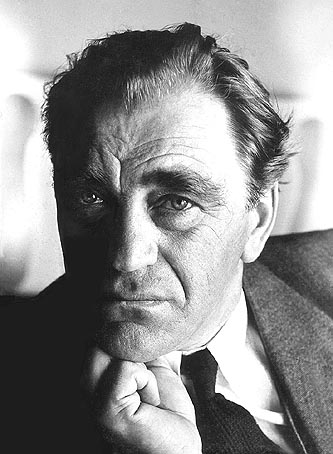
Vilhelm Moberg roku 1952

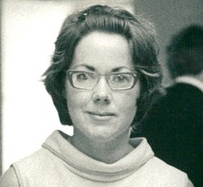
Mobergova dcera Eva

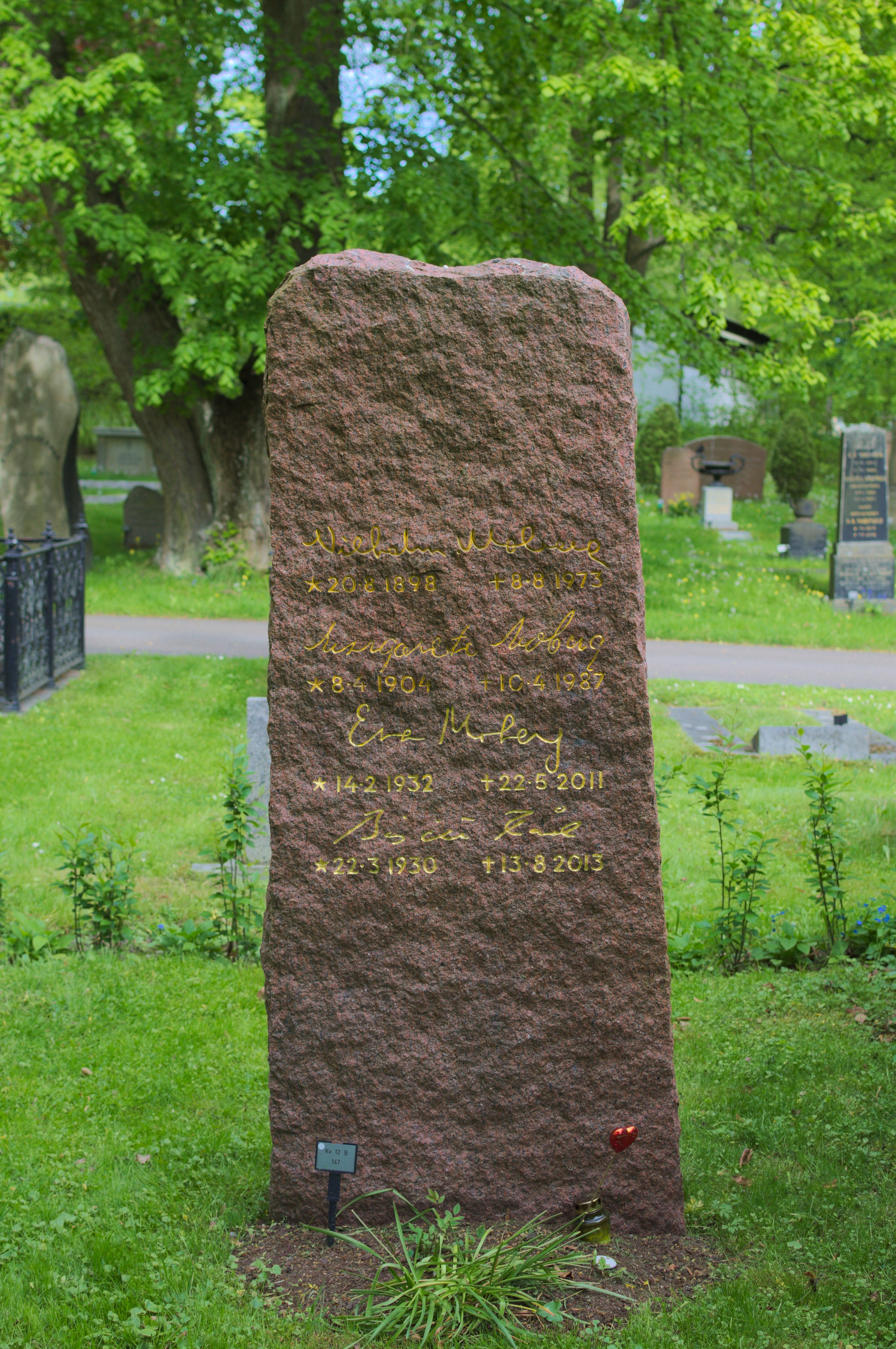
Mobergův hrob ve Stockholmu

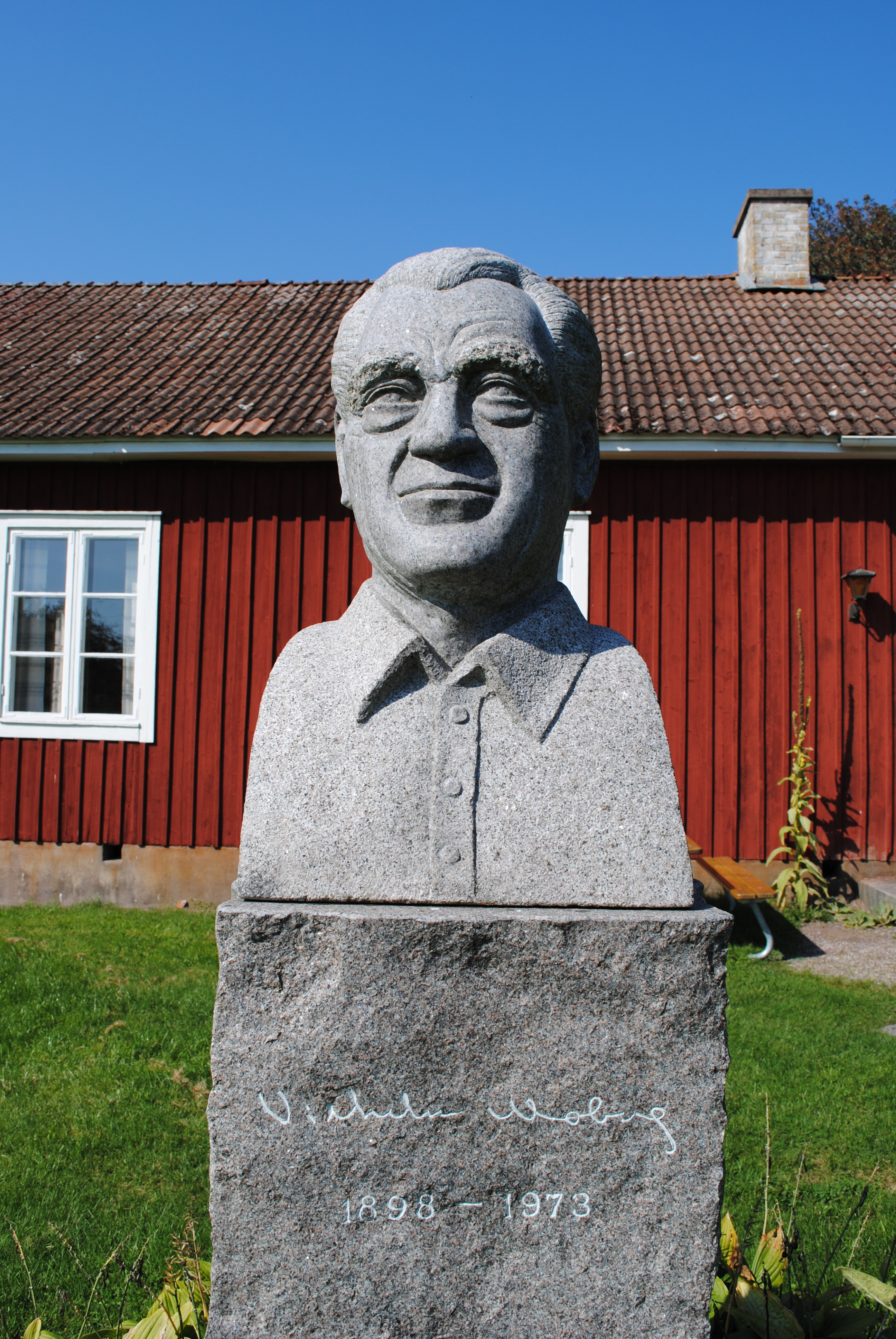
Mobergův památník v Moshultamåle

### Próza
- I vapenrock och linnebyxor (1921, Ve vojenském kabátě a lněných kalhotách), sbírka humoresek z vojenského života.
- Raskens: En soldatsfamiljs historia (1927, Raskenovi: Příběh rodiny vojáka), román.
- Långt från landsvägen (1929, Daleko od silnice), román stavějící do protikladu selský svět a novou industriální společnost.
- De knutna händerna (1930), Zaťaté ruce), pokračování románu Daleko od silnice.
- A. P. Rosell, bankdirektör (1932, A. P. Rosell, ředitel), česky též jako Vše pro blaho města. Satirický román vypráví o řediteli banky a majiteli železárny a cihelny v malém městečku, který je navenek zbožný a příkladný člověk, ale ve skutečnosti jde o spekulanta, hájícího pouze svůj prospěch.
- Mans kvinna (1933), Mužova žena), román odehrávající se roku 1790 a řešící klasický milostný trojúhelník.
- Sänkt sedebetyg (1935, Snížená známka z mravů), Sömnlös (1937), Nespavost a Giv oss jorden! (1939, Dejte nám půdu), románová trilogie týkající se výchovy a školství a propagující návrat k přírodě.
- Rid i natt! (1941, Vyjeď v noci!), historický román o selském povstání ve Värendu roku 1650.
- Soldat med brutet gevär (1944, Voják se zlomenou puškou), román.
- Brudarnas källa (1946, Pramen nevěst), román.
- Romanen om Utvandrarna (1949–1959, Vystěhovalci), tetralogie vzniklá v letech 1949–1958 (souborně 1962) o švédských sedlácích, kteří se v polovině 19. století vystěhovali do Minnesoty. Jednotlivé díly mají následující názvy:
  - Utvandrarna (1949, Vystěhovalci),
  - Invandrarna (1952, Přistěhovalci).
  - Nybyggarna (1956, Usedlíci),
  - Sista brevet till Sverige (1959, Poslední dopis do Švédska).
- Det gamla riket (1953, Stará říše), satirický román o státní byrokracii, odehrávající se ve fiktivní evropské zemi Idyllien.
- Din stund på jorden (1963), Tvá chvíle na zemi), román o švédském emigrantovi, který žije na sklonku svého života v hotelu v Laguna Beach v Kalifornii na pobřeží Tichého oceánu a vzpomíná na svůj předešlý život.
- Förrädarland (1967. Země zrádců), román odehrávající se v pohraničních oblastech mezi Smålandem a Blekingem v době, kdy byla provincie Blekinge součástí Dánska.
- Berättelser ur min levnad (1968, Vyprávění z mého života), autobiografie, ve které Moberg vypráví o svém dětství, o době kdy byl novinářem a o tom, jak se stal spisovatelem.

### Polemické spisy a literatura faktu
- Sanningen kryper fram (1943, Pravda vyjde najevo), polemický spis.
- Den okända släkten (1950, Neznámí příbuzní), literatura faktu, kniha obsahuje autorovy výzkumy o přistěhovalectví do Severní Ameriky.
- Att övervaka överheten (1953, Dohlížet na vrchnost), polemický spis namířený proti státní byrokracii.
- Därför är jag republikan (1955, Proto jsem republikán), polemický spis.
- Komplottern (1956, Spiknutí), polemický spis.
- Min svenska historia (1970–1971, Moje švédské dějiny), nedokončená historiografická práce dovedená do poloviny 16. století (autor napsal pouze dva díly).

### Divadelní hry
- Kassabrist (1926, Manko), komedie.
- Hustrun (1928, Manželka).
- Marknadsafton (1929, Podečer na trhu), rozhlasová hra.
- Änkeman Jarl (1940), Vdovec Jarl), komedie.
- En löskekarl (1941, Tulák).
- Rid i natt! (1942, Vyjeď v noci!), dramatizace vlastního románu.
- Vår ofödde son (1945, Náš nenarozený syn).
- Domaren (1957, Soudce).
- Din stund på jorden (1967), Tvá chvíle na zemi, dramatizace vlastního románu.

## Ocenění
Za své dílo získal Moberg dvě švédské literární ceny. Roku 1939 obdržel Velkou cenu Devíti (De Nios Stora Pris) a roku 1953 za román Přistěhovaci Plaketu BMF (BMF-plaketten). Roku 2005 byl švédskou Republikánskou asociací (Republikanska Föreningen) posmrtně zvolen republikánem roku.

## Adaptace

### Film a televize
- Kärlek och kassabrist (1932), švédský film podle divadelní hry Úpadek, spolupráce na scénáři, režie Gustaf Molander.
- Gläd dig i din ungdom (1939), švédský film podle románu Snížená známka z mravů, spolupráce na scénáři, režie Per Lindberg.
- Rid i natt! (1942), švédský film podle románu Vyjeď noci!, spolupráce na scénáři, režie Gustaf Molander.
- Mans kvinna (1945), švédský film podle románu Mužova žena, režie Gunnar Skoglund.
- Änkeman Jarl (1945), švédský film podle divadelní hry Vdovec Jar, spolupráce na scénáři, režie Sigurd Wallén.
- Marknadsafton (1948), švédský film podle rozhlasové hry Podvečer na trhu, režie Ivar Johansson.
- Vår ofödde son (1959), švédský televizní film podle divadelní hry Náš nenarozený syn, spolupráce na scénáři, režie Hans Abramson.
- Domaren (1960), švédský film podle divadelní hry Soudce, spolupráce na scénáři, režie Alf Sjöberg.
- En löskekarl (1960), švédský televizní film podle divadelní hry Tulák, režie Rolf Husberg.
- Våld (1960, Násilí), švédský televizní film, režie Hans Abramson.
- Mans kvinna (1966), švédský televizní film podle románu Mužova žena, spolupráce na scénáři, režie Per-Axel Branner.
- Marknadsafton (1967), švédský televizní film podle rozhlasové hry Podvečer na trhu, spolupráce na scénáři, režie Per Sjöstrand.
- Leskimies Jarl (1968), finský televizní film podle divadelní hry Vdovec Jar, režie Ritva Nuutinen.
- Utvandrarna (1971), švédský film podle románů Vystěhovalci a Přistěhovalci, režie Jan Troell, v hlavních rolích Max von Sydow a Liv Ullmannová.
- Änkeman Jarl (1971), švédský televizní film podle divadelní hry Vdovec Jar, režie Per Sjöstrand.
- Nybyggarna (1972), švédský film podle románů Usedlíci a Poslední dopis do Švédska, režie Jan Troell, v hlavních rolích Max von Sydow a Liv Ullmannová, česky uvedeno jako Nová země.
- Din stund på jorden (1973), švédský televizní seriál podle románu Tvá chvíle na zemi, režie Per Sjöstrand.
- Domaren (1974), švédský televizní film podle divadelní hry Soudce, režie Pi Lind.
- Raskens (1976), švédský televizní seriál podle románu Raskenovi, režie Per Sjöstrand.[7]
- A. P. Rosell, bankdirektör (1976), švédský televizní film podle románu A. P. Rosell, ředitel, režie Hans Abramson.
- Soldat med brutet gevär (1977), švédský televizní seriál podle románu Voják se zlomenou puškou, režie Pi Lind.
- Marknadsafton (1982), švédský televizní film podle rozhlasové hry Podvečer na trhu, režie Bengt Lagerkvist.
- Rid i natt! (1985), švédský televizní seriál podle románu Vyjeď noci!, režie Per Sjöstrand.
- En främling lånar hus (1985, Cizinec půjčuje dům), švédský televizní film, režie Rune Formare.
- En löskekarl (1985), švédský televizní film podle divadelní hry Tulák, režie Rune Formale.
- Änkeman Jarl (1994), švédský televizní film podle divadelní hry Vdovec Jar, režie Rune Formale.

### Hudba
- Benny Andersson a Björn Ulvaeus: Kristina från Duvemåla (1995, Kristina z Duvemåly), muzikál.[8]

## Česká vydání
- Vše pro blaho města, Evropský literární klub, Praha 1936, přeložila Jiřina Vrtišová, znovu Plzákovo nakladatelství, Praha 1941.
- Zaťaté ruce, Alois Neubert, Praha 1937, přeložila Jiřina Vrtišová.
- Vystěhovalci I., Svoboda, Praha 1976, přeložil Radko Kejzlar, obsahuje romány Vystěhovalci a Přistěhovalci.
- Vystěhovalci II., Svoboda, Praha 1976, přeložil Radko Kejzlar, obsahuje romány Usedlíci a Poslední dopis do Švédska.
- Vyjeď v noci, Práce, Praha 1980, přeložila Jana Fürstová.
- A. P. Rosell, ředitel, Svoboda, Praha 1988, přeložila Dagmar Hartlová.
- Vystěhovalci, Knižní klub, Praha 1994, přeložil Radko Kejzlar, první díl tetralogie.
- Přistěhovalci, Knižní klub, Praha 1994, přeložil Radko Kejzlar, druhý díl tetralogie.
- Usedlíci, Knižní klub, Praha 1994, přeložil Radko Kejzlar, třetí díl tetralogie.
- Poslední dopis do Švédska, Knižní klub, Praha 1994, přeložil Radko Kejzlar, čtvrtý díl tetralogie.